# Vittorio Mezzogiorno
Vittorio Mezzogiorno (ur. 16 grudnia 1941 w Cercoli, zm. 7 stycznia 1994 w Mediolanie) − włoski aktor teatralny, filmowy i telewizyjny.
Urodził się jako najmłodszy z siedmiu braci. Uczęszczał do Liceum Ogólnokształcącego im. Humberta I w Neapolu. Mając osiemnaście lat podjął studia medyczne, lecz po roku porzucił uczelnię. Swoje pierwsze kroki aktorskie stawiał na scenie Teatro S, gdzie recytował utwory Samuela Becketta i Eugène Ionesco. Później grał przez dwa sezony (1966/1967, 1967/68) w zespole aktorskim Eduardo De Filippo. Po studiach aktorskich w Istituto del Dramma Antico (1968), występował w Teatrale Compagni di Scena (1970), Teatro Belli (1971), Teatro Stabile di Catania (1976), Centre International de Recherche Thèatral (1984-86), Falso Movimento (1986), Centre International de Recherche Thèatral z Royal Shakespeare Company (1987/88), Ater Teatro (1989) i Teatro Stabile di Parma (1992). 
Na kinowym ekranie pojawił się po raz pierwszy w filmie Nie większy czas (Non ho tempo, 1973). Rola Sauro w dramacie Pistolet (Il Giocattolo, 1979) oraz podwójna kreacja Rocco Giuranna i młodego Donato w dramacie Trzej bracia (Tre fratelli, 1981) przyniosły mu nagrodę Srebrnej Taśmy na Sindacato Nazionale Giornalisti Cinematografici Italiani.
14 października 1972 poślubił Cecilię Sacchi (1938-2010), z którą miał córkę Giovannę (ur. 9 listopada 1974), aktorkę.
Chorował na raka płuc. W połowie 1993 przeszedł operację, ale nie powrócił do zdrowia. Zmarł 7 stycznia 1994 we własnym domu; bezpośrednią przyczyną zgonu była niewydolność serca.

## Wybrana filmografia
- 1967: La Fiera delle vanità
- 1972: Il Caso Pisciotta
- 1972: L'Amaro caso della baronessa di Carini jako Enzo Santelia
- 1973: Non ho tempo
- 1974: Dedicato a un medico
- 1975: Il Marsigliese
- 1975: La Cecilia jako Luigi
- 1975: I Killer
- 1976: Milano violenta jako Walter
- 1976: Basta che non si sappia in giro!... jako Lupo
- 1976: Extra
- 1976: La Orca
- 1977: La Polizia è sconfitta jako Valli
- 1979: L'Assedio
- 1979: C'era una volta la legge jako Nicola
- 1979: Pistolet (Il Giocattolo) jako Sauro
- 1980: Arrivano i bersaglieri jako Alfonso
- 1980: Café Express jako O'pazzo
- 1980: Car Crash jako Paul
- 1981: Trzej bracia (Tre fratelli) jako Rocco Giuranna/młody Donato
- 1981: La Caduta degli angeli rimelli jako Vittorio
- 1982: La Casa del tappeto giallo jako Antonio
- 1983: Mężczyzna zraniony (L'Homme blessé) jako Jean Lerman
- 1983: Księżyc w rynsztoku (La Lune dans le caniveau) jako Newton Channing
- 1984: A życie toczy się dalej... (...e la vita continua) jako Saverio Betocchi
- 1984: Dziwka (La Garce) jako Max Halimi
- 1984: Les Cavaliers de l'orage jako Gorian
- 1985: Mussolini i ja (Mussolini: The Decline and Fall of Il Duce) jako Sandro Pavolini
- 1987: Jenatsch jako Jörg Jenatsch
- 1988: Contrainte par corps jako Kasta
- 1989: The Mahabharata jako Arjuna
- 1989: Rewolucja francuska (La Révolution française) jako Jean-Paul Mara (Marat)
- 1990: Ośmiornica 5 (La Piovra 5 - Il cuore del problema) jako komisarz Davide Licata
- 1991: Wyrok (La Condanna) jako Vittorio Mezzogiorno
- 1991: Krzyk kamienia (Cerro Torre: Schrei aus Stein) jako Roccia
- 1991: Riflessi in un cielo scuro
- 1992: Ośmiornica 6 (La Piovra 6 - L' ultimo segreto) jako Komisarz Davide Licata
- 1992: Po sezonie (Zwischensaison) jako Wujek Paul
- 1992: Golem, l'esprit de l'exil jako Maharal